# Мей (тауншип, округ Касс, Миннесота)
Мей (англ. May) — тауншип в округе Касс, Миннесота, США. На 2000 год его население составило 730 человек.

## География
По данным Бюро переписи населения США площадь тауншипа составляет 156,9 км², из которых 155,3 км² занимает суша, а 1,6 км² — вода (0,99 %).

## Демография
По данным переписи населения 2000 года здесь находились 730 человек, 265 домохозяйств и 205 семей.  Плотность населения —  4,7 чел./км².  На территории тауншипа расположено 330 построек со средней плотностью 2,1 построек на один квадратный километр. Расовый состав населения: 97,95 % белых, 0,96 % коренных американцев, 0,27 % азиатов, 0,14 % — других рас США и 0,68 % приходится на две или более других рас. Испанцы или латиноамериканцы любой расы составляли 1,51 % от популяции тауншипа.
Из 265 домохозяйств в 35,5 % воспитывались дети до 18 лет, в 68,3 % проживали супружеские пары, в 4,5 % проживали незамужние женщины и в 22,3 % домохозяйств проживали несемейные люди. 17,0 % домохозяйств состояли из одного человека, при том 5,3 % из — одиноких пожилых людей старше 65 лет. Средний размер домохозяйства — 2,75, а семьи — 3,13 человека.
28,5 % населения — младше 18 лет, 9,0 % — в возрасте от 18 до 24 лет, 25,9 % — от 25 до 44, 24,9 % — от 45 до 64, и 11,6 % — старше 65 лет. Средний возраст — 38 лет. На каждые 100 женщин приходилось 105,6 мужчин.  На каждые 100 женщин старше 18 приходилось 112,2 мужчин.
Средний годовой доход домохозяйства составлял 36 875 долларов, а средний годовой доход семьи —  40 227 долларов. Средний доход мужчин —  26 146  долларов, в то время как у женщин — 19 063. Доход на душу населения составил 14 854 доллара. За чертой бедности находились 6,8 % семей и 7,2 % всего населения тауншипа, из которых 6,6 % младше 18 и 5,7 % старше 65 лет.